# Новоеткульский
Новоеткульский — посёлок в Чесменском районе Челябинской области России. Входит в состав Новоукраинского сельского поселения.

## География
Посёлок находится на юго-востоке области, в степной зоне, на расстоянии 14 километров по прямой к северо-востоку от села Чесма, административного центра района. Абсолютная высота 278 метров над уровнем моря.
Часовой пояс
Посёлок Новоеткульский, как и вся Челябинская область, находится в часовой зоне МСК+2. Смещение применяемого времени относительно UTC составляет +5:00.

## Население
| 2002 | 2010 |
| ---- | ---- |
| 724  | ↘610 |

Гендерный состав
По данным Всероссийской переписи населения 2010 года в гендерной структуре населения мужчины составляли 50 %, женщины — также 50 %.
Национальный состав
Согласно результатам переписи 2002 года, в национальной структуре населения русские составляли 58 %.

## Улицы
Уличная сеть посёлка состоит из семи улиц.